# Strimhoppspindel
Strimhoppspindel (Marpissa radiata) är en spindelart som först beskrevs av Grube 1859.  Strimhoppspindel ingår i släktet Marpissa och familjen hoppspindlar. Arten är reproducerande i Sverige. Inga underarter finns listade i Catalogue of Life.